# Kostel svatého Jiljí (Úsov)
Kostel svatého Jiljí v Úsově je barokní stavbou s prvky klasicismu z roku 1736 (přestavba staršího kostela). V roce 1964 byl zapsán na seznam kulturních památek.

## Historie
Farní kostel sv. Jiljí je doložen prameny teprve v 15. století. Zasvěcení kostela se shoduje se jménem prvního známého vlastníka Úsova Jiljího ze Švábenic a lze tedy předpokládat, že již v době jeho života v 13. století zde stála kaple sv. Jiljí, která byla v 15. století přestavěna na kostel. V 17. století byl kostel velmi bohatě vybaven, měl dva olomoucké misály, osm kalichů, patnáct obrazů na stěnách a mnohé další. Na věži visely 3 zvony, nejstarší se znakem pánů z Boskovic a z Vlašimi, datovaný r. 1474. 
Roku 1736 byl kostel přestavěn podle projektu architekta Antonia E. Martinelliho na popud knížete Josefa Václava z Lichtenštejna. Na hřbitově u kostela byla postavena kostnice s kryptou. Kostel vysvětil olomoucký biskup Jakub Arnošt z Lichtenštejna-Kastellkornu 23. června 1741. Interiér se třemi oltáři byl vyzdoben obrazy známého barokního malíře Jana Kryštofa Handkeho a uničovského malíře Ignáce Oderlického. V záklenku u jižní zdi bylo umístěno sousoší Krista a jeho učedníků na Olivetské hoře olomouckého barokního sochaře Ondřeje Zahnera.
V letech 1881 – 1884 byl kostel nákladně restaurován. Na kůr byly instalovány varhany, které zhotovili v roce 1885 bratři Braunerové z Uničova. Nástroj daroval kníže Jan II. z Lichtenštejna jako výraz uznání za dobře provedenou rekonstrukci.
V roce 2011 byl ve věžních prostorách kostela nalezen mohutný velikonoční dřevěný hrkač z roku 1746, který byl používán o Velikonocích místo zvonů. Po opravě byl vrácen zpět do zvonice.

## Popis

### Areál
Kostel stojí na vyvýšeném místě v horní části náměstí a tvoří dominantu městečka pod úsovským zámkem. Areál je obehnán kamennou ohradní zdí. Přístup ke kostelu je po zděném dvouramenném schodišti s vestavěnou kapličkou. U paty schodiště je k zábradlí přistavěn kamenný kříž z roku 1746 s korpusem Ježíše Krista a sochou Panny Marie. Na severní straně areálu stojí v bezprostřední blízkosti ohradní zdi sloup se sochou Panny Marie Bolestné, který byl v roce 2016 prohlášen kulturní památkou. 

### Exteriér kostela
Kostel je jednolodní orientovaná stavba obdélného půdorysu s trojbokým závěrem, k němuž je z jižní strany připojen nízký otevřený přístavek s půlkruhovou arkádou, v němž se nachází sousoší Krista a jeho učedníků na Olivetské hoře. Ze severní strany je přizděna přízemní sakristie obdélného půdorysu. Hlavní vstup s pískovcovým portálem je zasazen do středové osy v pokračování symetrického dvouramenného schodiště. Nad portálem je trojúhelníkový štít a štuková kartuše s křížem. Průčelí člení sdružené lizény a profilovaná hlavní římsa. Fasádu pod korunní římsou rytmizuje několik okenních otvorů ve třech osách. V bočních polích jsou dvě velké hluboké niky. Zjednodušený volutový štít se zvedá nad korunní římsou a zachovává trojité členění. Uprostřed je proraženo volské oko, na římse volutových boků stojí dva kamenné čučky. Hranolová věž, která se lícem kryje s hlavním průčelím je rámována lizénami a rytmizována čtyřmi pravoúhlými okenními otvory se žaluziemi. Střecha věže je mansardová s makovicí a dvojitým křížem. Kostel nemá hodiny, ve věži jsou čtyři zvony. Boční stěny a závěr kostela jsou členěny lizénovými rámy. V západní části (kněžiště) jsou nad sebou dvě obdélná okna, na bočních stranách lodi čtyři okna se segmentovými záklenky a s pozůstatky památkově velmi cenných okenních výplní složených z šestihranných skel.. Uprostřed lodi jsou na severní a jižní straně boční vchody s výraznými pískovcovými portály. Střecha nad lodí je sedlová, nad kněžištěm tříboce zvalbená. 

### Interiér
Loď je sklenutá valenou klenbou se třemi páry lunet nad okny. Kněžiště je valeně zaklenuto párem lunet. V západní části lodi se nachází zděná kruchta s plným parapetem, podklenutá, třemi arkádami otevřená do lodi. Na kruchtě jsou instalovány varhany zhotovené v r. 1885.
Nákladné a umělecky hodnotné zařízení interiéru svědčí o někdejším významném postavení úsovské farnosti. Strop kostela zdobí nástropní malby sv. Rodiny a několika výjevů ze života Ježíše. V kostele se nacházejí tři oltáře svěcené v r. 1741, kazatelna, kamenná křtitelnice. Pro kostel vytvořil několik obrazů Jan Kryštof Handke: sv. Valentin, sv. Vincenc Fererský a sv. Mikuláš. Dva závěsné obrazy pro boční oltáře Kající se Magdaléna a sv. Petr a oltářní obraz sv. Josefa namaloval uničovský malíř Ignác Oderlický. Součástí malé skupiny obrazů, které pro kostel sv. Jiljí namaloval, je také obraz sv. Barbora a sv. Kateřina, který je dnes součástí expozice Muzea baroka v Uničově.
Jako památka na cechovní organizaci v Úsově se dochoval soubor 14 stojanů na svíce (postavníků), které byly využívány při různých církevních slavnostech. Nejstarší je z roku 1754 a patřil cechu tkalcovskému.

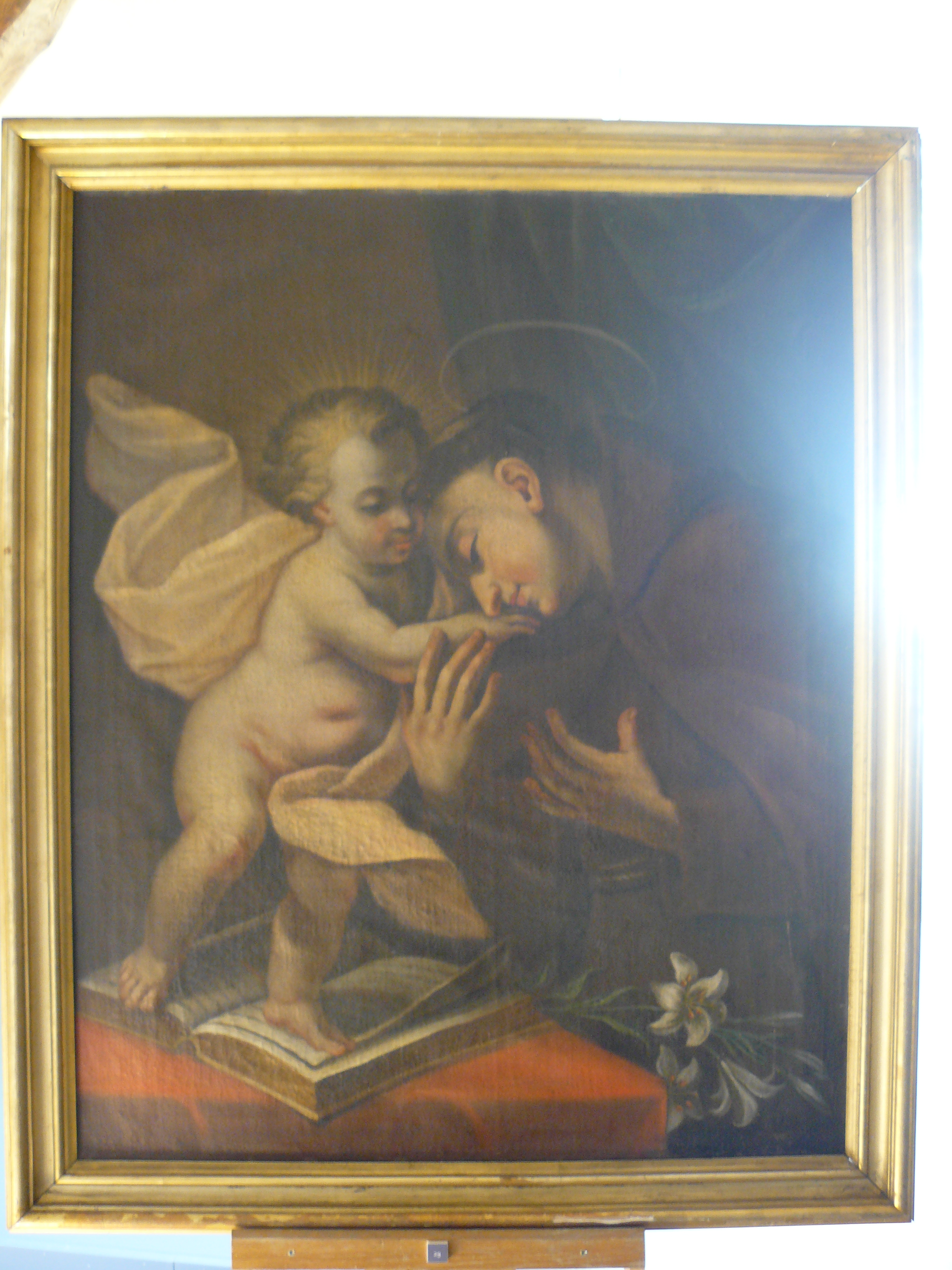
Olej na plátně Sv. Antonín Paduánský namaloval v 60. letech 18. století Jan Kryštof Handke. Původně byl v kostele sv. Jiljí v Úsově, dnes je v Muzeu baroka v Uničově.
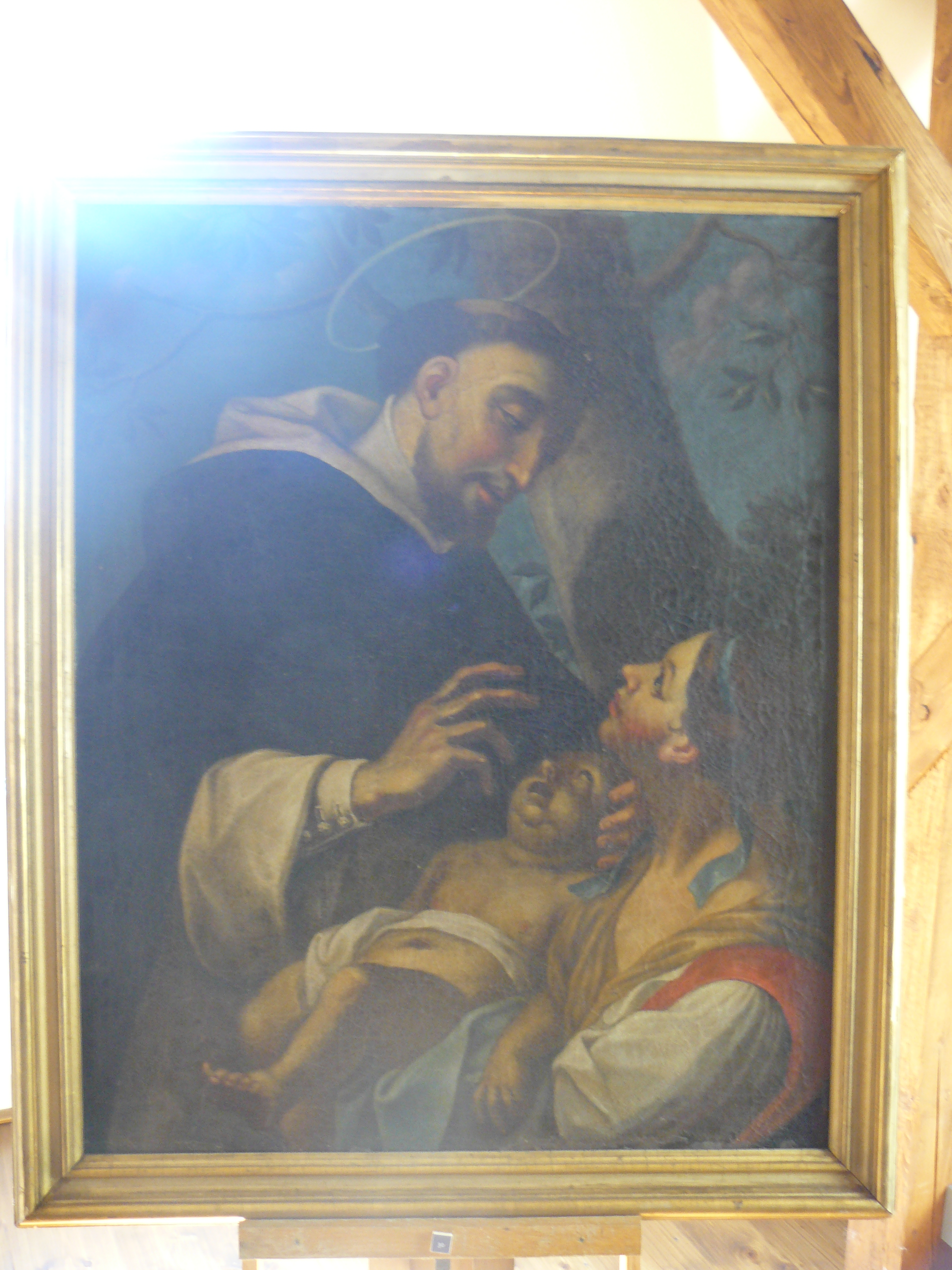
Sv. Vincenc Ferrerský (1762), původně byl v kostele sv. Jiljí v Úsově, dnes je v Muzeu baroka v Uničově.